# Fedosij Szczuś
Fedosij Justynowicz Szczuś, ukr. Федосій Юстинович Щусь, ros. Феодосий Юстинович Щусь (ur. 13 marca?/25 marca 1893 w Wełykomychajliwce, zm. 30 czerwca 1921 w Nedryhajliwie) – ukraiński marynarz, anarchista, rewolucjonista, jeden z dowódców Rewolucyjnej Powstańczej Armii Ukrainy. Bliski współpracownik Nestora Machno.

## Życiorys
W 1915 został powołany do służby wojskowej jako żeglarz na pancerniku Ioann Złatoust wchodzącego w skład Floty Czarnomorskiej. W 1917, po wybuchu rewolucji październikowej, powrócił na Ukrainę, gdzie utworzył niewielki oddział rebeliantów w guberni jekaterynosławskiej. Oddział prowadził walki przede wszystkim przeciwko okupacyjnym siłom austro-węgierskim, ale również przeciwko siłom niemieckim oraz ukraińskich nacjonalistów pod przywództwem hetmana Pawło Skoropadskiego. Grupa została rozbita przez hetmańskie siły.
Szczuś oraz kilku innych partyzantów uciekli do Dibrowskiego lasu, niedaleko wsi Hawryłówka. Tam 26 września 1918 zetknęli się z oddziałami Nestora Machno, do których postanowili się przyłączyć. W późniejszym okresie Szczuś stał się jednym z najwierniejszych i najzdolniejszych przywódców Rewolucyjnej Armii Powstańczej Ukrainy.
Został zabity 30 września 1921 w walkach pod Nedryhajliwem przez oddziały Armii Czerwonej.